# Irán a 2022. évi téli olimpiai játékokon
Irán a kínai Pekingben megrendezett 2022. évi téli olimpiai játékok egyik részt vevő nemzete volt. Az országot az olimpián 2 sportágban 3 sportoló képviselte, akik érmet nem szereztek.

## Alpesisí
Irán egy férfi és egy női versenyzője szerzett kvótát. Hossein Saveh-Shemshaki a 2022. február 10-i pozitív doppingtesztje miatt nem szerepelhetett a versenyeken.
Női
| Versenyző     | Versenyszám | 1. futam | 1. futam | 2. futam      | 2. futam      | Összesítés | Összesítés |
| Versenyző     | Versenyszám | Idő      | Hely.    | Idő           | Hely.         | Idő        | Helyezés   |
| ------------- | ----------- | -------- | -------- | ------------- | ------------- | ---------- | ---------- |
| Atefeh Ahmadi | Műlesiklás  | 1:11,88  | 57.      | nem ért célba | nem ért célba | kiesett    | kiesett    |

## Sífutás
Távolsági
Férfi
| Versenyző              | Versenyszám | Idő     | Helyezés |
| ---------------------- | ----------- | ------- | -------- |
| Danial Saveh Shemshaki | 15 km       | 47:26,0 | 84.      |